# Ґолембе (Мазовецьке воєводство)
Ґолембе (пол. Gołębie) — село в Польщі, у гміні Сьверче Пултуського повіту Мазовецького воєводства.
Населення — 102 особи (2011).
У 1975-1998 роках село належало до Цехановського воєводства.

## Демографія
Демографічна структура станом на 31 березня 2011 року:
|          | Загалом | Допрацездатний вік | Працездатний вік | Постпрацездатний вік |
| -------- | ------- | ------------------ | ---------------- | -------------------- |
| Чоловіки | 51      | 6                  | 38               | 7                    |
| Жінки    | 51      | 8                  | 30               | 13                   |
| Разом    | 102     | 14                 | 68               | 20                   |